# Pietà (arte)

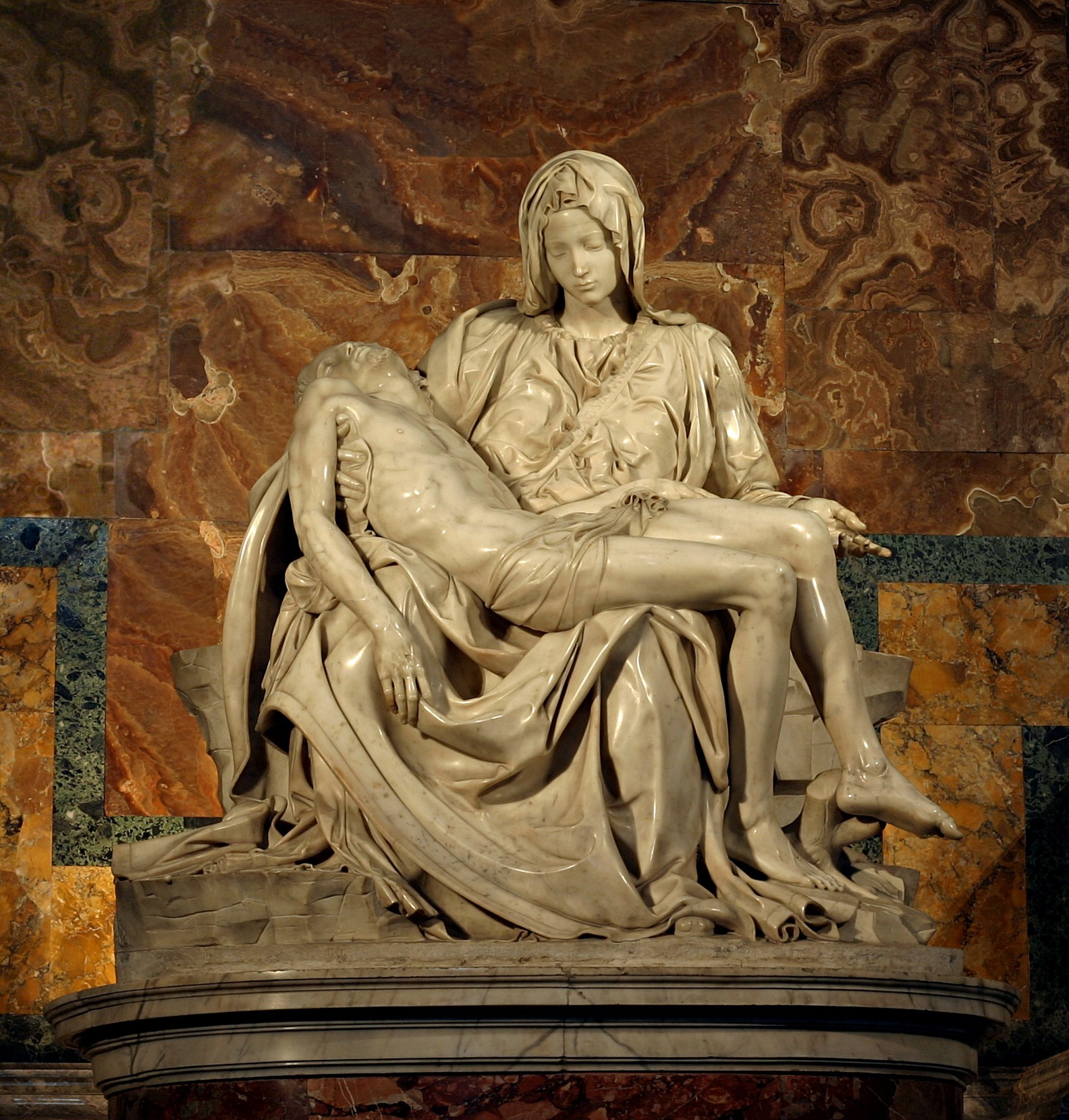
La Pietà di Michelangelo in San Pietro in Vaticano

La pietà è un diffuso soggetto artistico a tema religioso  pur non trovando riscontro nelle narrazioni evangeliche, prevalentemente raffigura Maria che sorregge il corpo senza vita del figlio Gesù Cristo, dopo la sua passione e deposizione dalla croce. Questa precisa iconografia ha origini tedesche che identificabili nel Vesperbild.
Pare tuttavia che si tratti di una semplificazione del soggetto simile della lamentatio – o compianto sul Cristo morto, in cui Maria è circondata da altri personaggi che piangono la morte di Gesù – già dipinta da Giotto nella Cappella degli Scrovegni. Se il modello normalmente utilizzato come riferimento è la Pietà Vaticana di Michelangelo derivata dai Vesperbild, il termine Pietà viene originariamente esteso anche ad altre rappresentazioni del Cristo morto, oltre al compianto, e viene tradizionalmente utilizzato anche in assenza della figura di Maria Vergine ed invece spesso sorretto due angeli. 

## Esempi
La pietà è stato un soggetto molto popolare nelle arti figurative, soprattutto nella pittura e nella scultura, in particolar modo durante il Rinascimento. 
Alcuni celebri esempi sono:
- La Pietà di Michelangelo (scultura)
- La Pietà dell'Opera del Duomo di Michelangelo (scultura)
- La Pietà Rondanini di Michelangelo (scultura)
- La Pietà di Tiziano (pittura)
- La Pietà di El Greco (pittura)
- La Pietà di Jusepe de Ribera Napoli (pittura)
- La Pietà di Jusepe de Ribera Madrid (pittura)
- La Pietà di Daniele Crespi (pittura)
- Il Cristo morto sostenuto da due angeli, noto altresì come Pietà, di Marco Palmezzano (pittura)
- La Pietà di Peter Paul Rubens (pittura)
- La Pietà di Nouans di Jean Fouquet (pittura)
- La Pietà di Giovanni Andrea Ansaldo (pittura)
- La Pietà di Antonello Gagini (scultura)
- La Pietà di Michele Tripisciano (scultura in gesso)

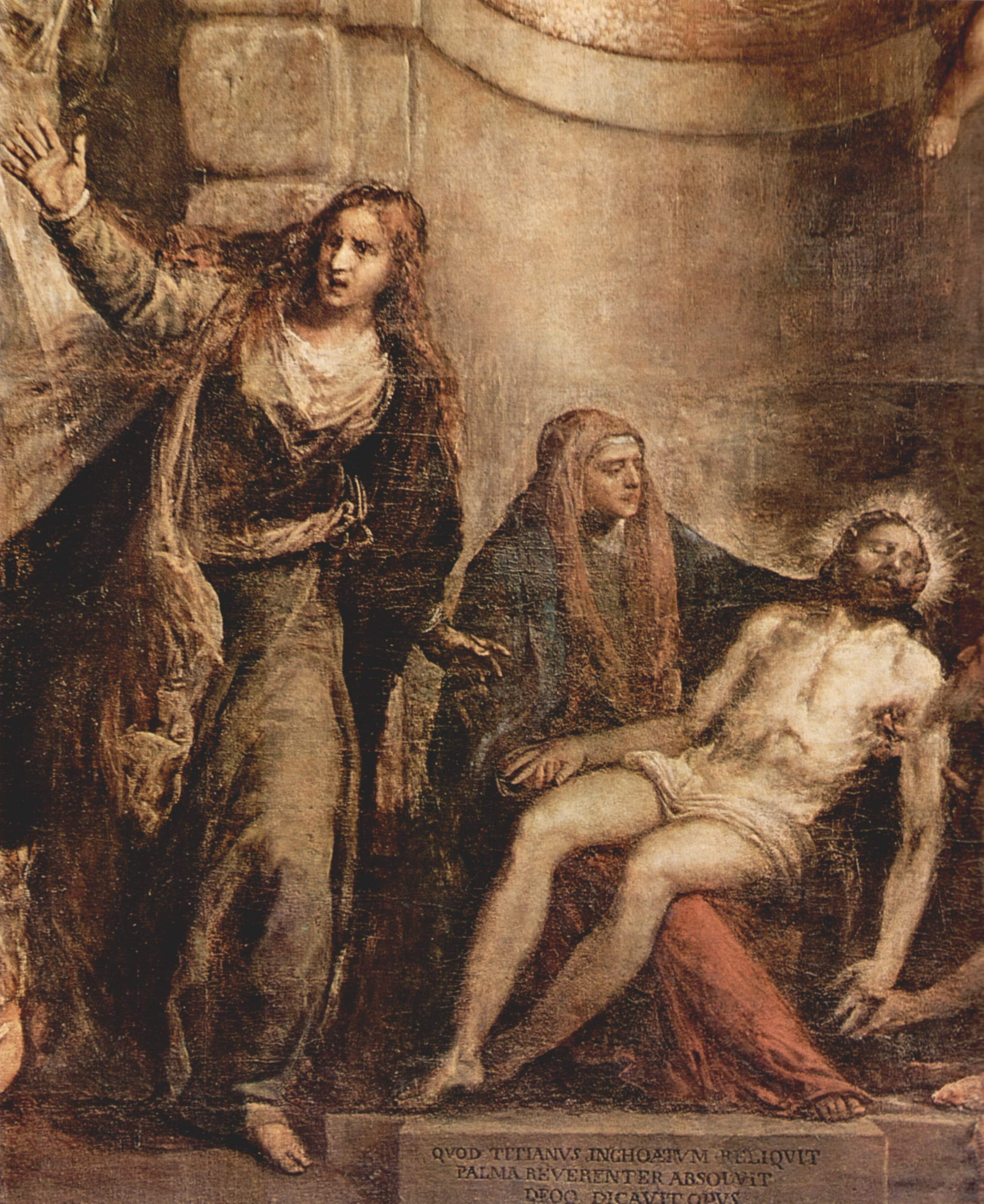
Tiziano
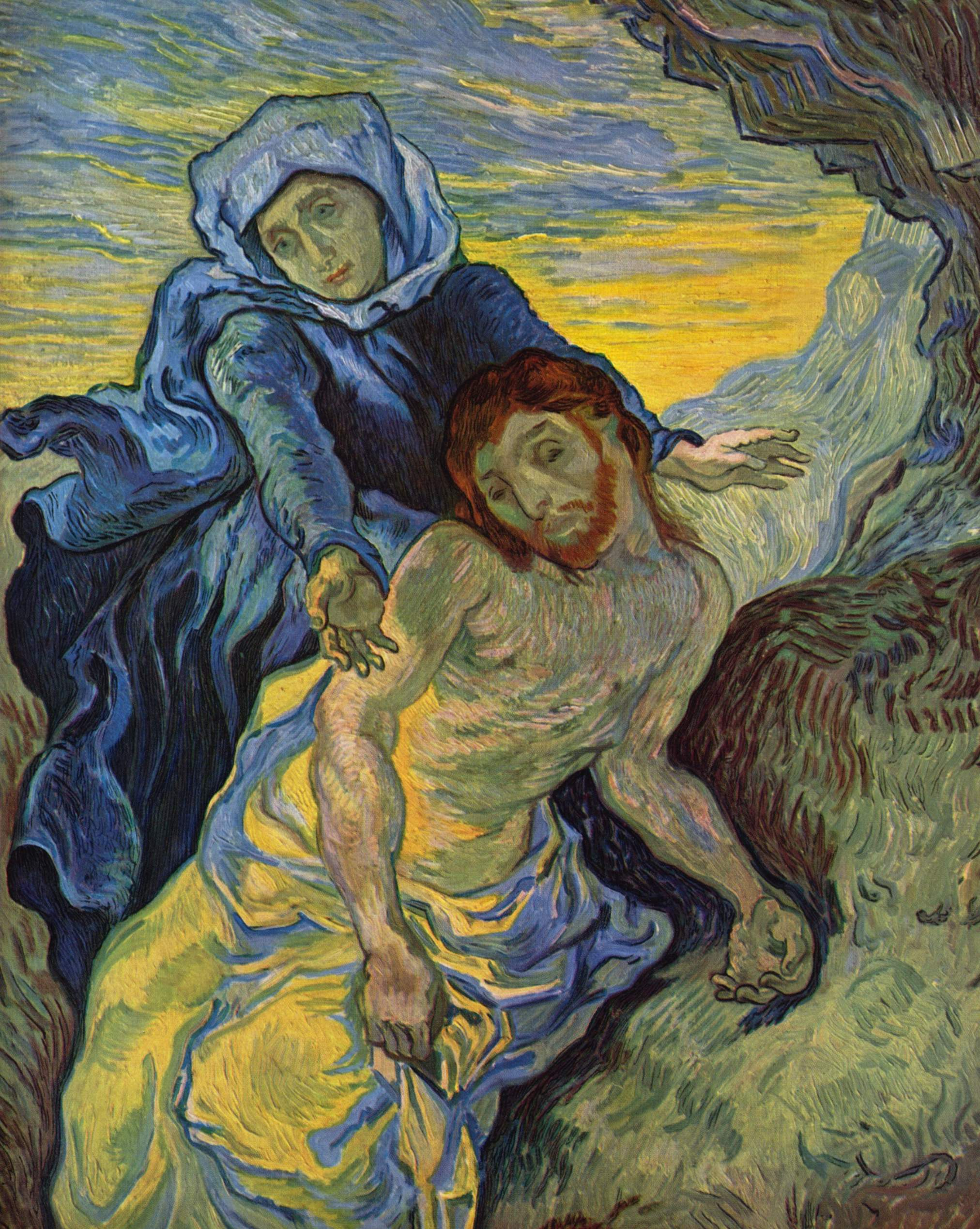
Vincent van Gogh
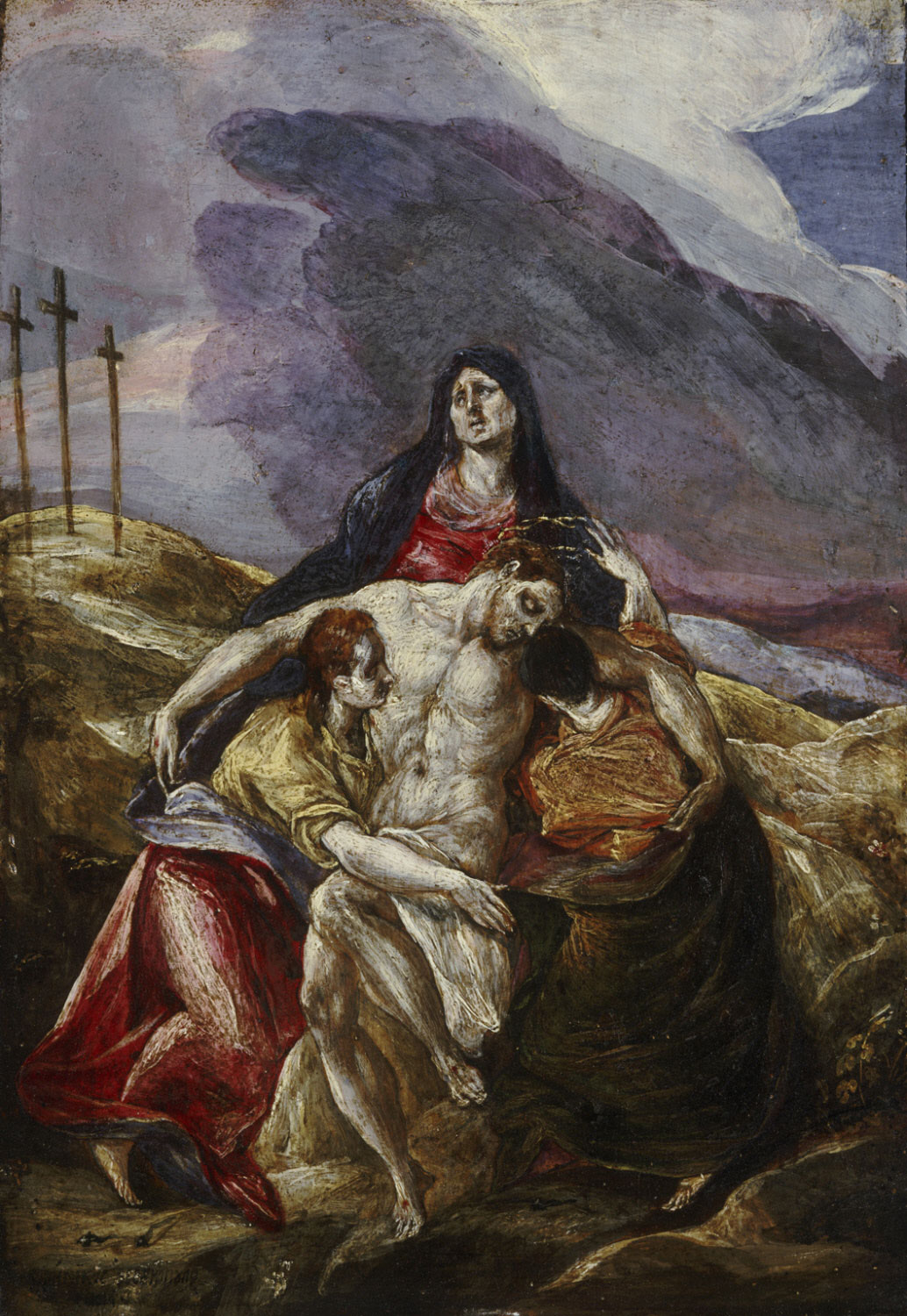
El Greco
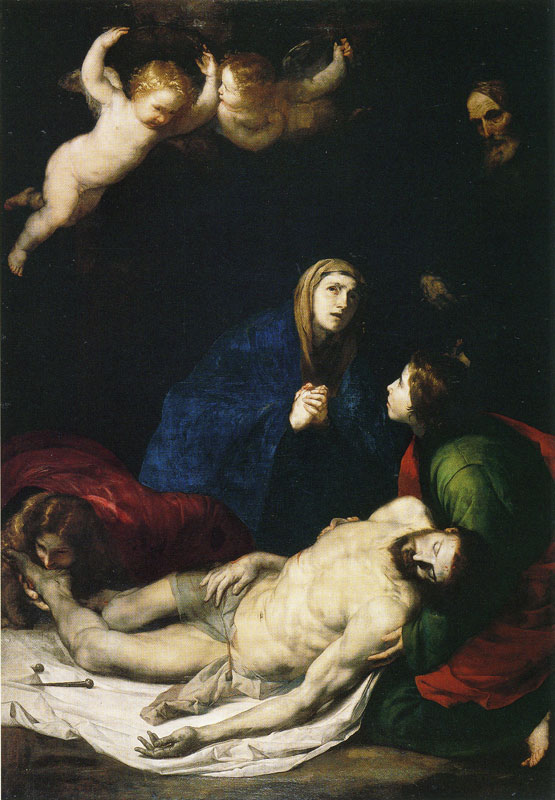
de Ribera
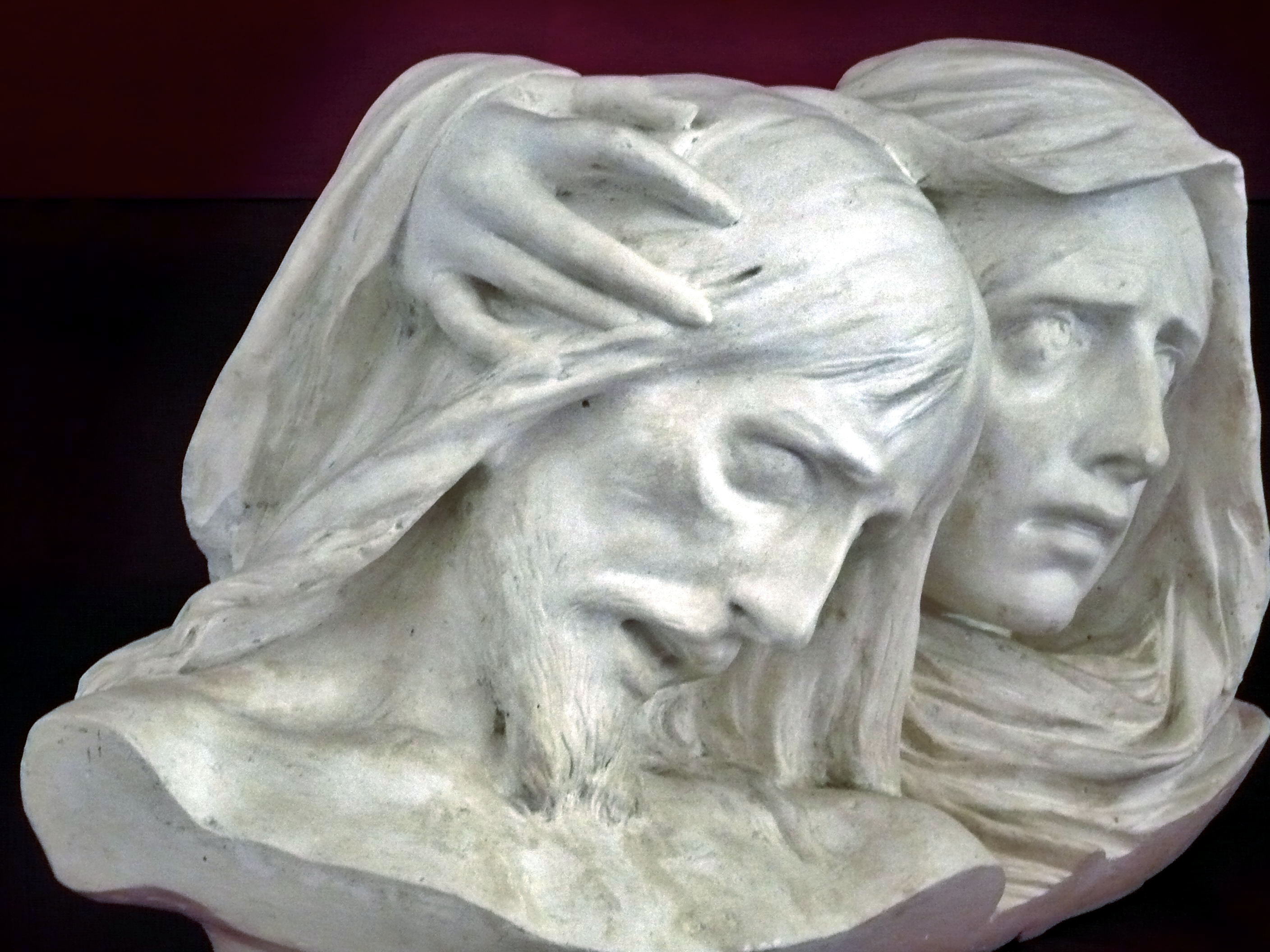
Michele Tripisciano